# ناحیه گارفیلد، شهرستان نیوایگو، میشیگان
ناحیه گارفیلد (به انگلیسی: Garfield Township) یک منطقهٔ مسکونی در ایالات متحده آمریکا است که در شهرستان نیویگو، میشیگان واقع شده‌است.
 ناحیه گارفیلد ۸۸٫۲ کیلومتر مربع مساحت و ۲٬۴۶۴ نفر جمعیت دارد و ۲۵۰ متر بالاتر از سطح دریا واقع شده‌است.